# مورسنگ‌چشم بلندبوم
مورسنگ‌چشم بلندبوم (نام علمی: Thamnophilus aroyae) گونه‌ای از پرندگان خانواده مورچه‌مرغان است و در شرق آند، بولیوی و جنوب شرقی پرو یافت می‌شود.
زیستگاه‌های طبیعی آن جنگل‌های کوهستانی نمناک نیمه‌گرمسیری یا گرمسیری و جنگل‌های پیشین به شدت دگرگون‌شده هستند.